# Panic (canção)
"Panic" é uma canção da banda britânica The Smiths, lançada em 1986 e composta por Morrissey e Johnny Marr. A primeira gravação com o novo integrante Craig Gannon, "Panic" lamenta o estado da música pop contemporânea, exortando os ouvintes a "queimar a discoteca" e "enforcar o DJ" em retaliação. A canção foi lançada pela Rough Trade como single e alcançou a sétima posição na parada de singles irlandesa e a 11.ª posição na parada do Reino Unido. Morrissey considerou a aparição da música na rádio britânica diurna uma "pequena revolução" à sua maneira, pois foi ao ar entre as mesmas músicas que criticava.
Mais tarde, Morrissey deu uma entrevista polêmica para a Melody Maker sobre o assunto da canção, o que gerou alegações de racismo latente nas letras e alusões à campanha Disco Sucks da década de 1970, que alguns comentaristas da época acusaram de ser motivada pelo racismo. Isto foi veementemente negado pelos Smiths, que também alegaram que a entrevista havia citado Morrissey de forma grosseiramente incorreta. O caso levou a um debate sobre o significado da letra, incluindo especulações mais recentes de que, na verdade, é sobre Jimmy Savile e seu então desconhecido escândalo de abusos sexuais.

## Certificações
| Região                                                                                                  | Certificação | Vendas   |
| --- | ------------ | -------- |
| Reino Unido (BPI)                                                                                       | Prata        | 200,000^ |
| *números de vendas baseados somente na certificação ^números de vendas baseados somente na certificação |              |          |